# Camaracum
Camaracum était une agglomération gallo-romaine qui devint la ville de Cambrai par la suite.

## Historique

### Une agglomération secondaire du nord de la Gaule du Ier au IVe siècle
L'histoire de Camarcum nous est mal connue. La première mention connue de Camaracum (ou Camaraco) est celle de la table de Peutinger (une carte des voies romaines) au milieu du IVe siècle. Camaracum figure également sur l'Itinéraire d'Antonin.
Camarcum n'est au départ qu'un vicus, une agglomération secondaire de la civitas des Nerviens (peuple belge) dont le chef-lieu était Bagacum Nerviorum (Bavay). De l'agglomération antique partaient plusieurs voies romaines vers Samarobriva (Amiens), Nemetacum (Arras), Augusta Viromanduorum (Saint-Quentin) et Bagacum Nerviorum. 

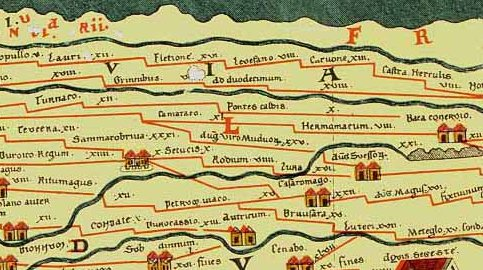
Extrait de la Table de Peutinger où figure Camaraco (Camaracum)

.

### Le chef-lieu de la civitas des Nerviens à la fin du IVe siècle
L'empire romain subissait depuis le IVe siècle des incursions de peuples germaniques notamment les Francs. Les Romains furent contraints de construire des forts le long des routes Cologne-Bavay-Cambrai et Cambrai-Boulogne. Bagacum Nerviorum, trop exposée aux raids francs et peut-être déjà trop endommagée, perdit son statut de chef-lieu de civitas au profit de Camaracum qui trouva de ce fait sa position renforcée. Dans la Notice des Gaules, rédigée entre 386 et 450, la ville est mentionnée comme chef-lieu civil et religieux de la cité des Nerviens, « Civitas camaracensium ». 
C'est à cette époque également que le christianisme s'implante dans la région : au milieu du IVe siècle, un évêque des Nerviens, nommé Superior, aurait été signalé à Cambrai ou à Bavay.

### Camaracum, capitale du royaume franc
Vers 445, commandés par le roi Clodion le Chevelu, les Francs Saliens s'emparent de la ville, qui devint alors la capitale d'un petit royaume. Vers 509, selon une légende non vérifiée, Clovis unifia les royaumes francs en éliminant l'un après l'autre ses parents, parmi lesquels son neveu Ragnacaire (Regnacharius) qui régnait alors à Cambrai. La ville fut alors définitivement rattachée au royaume des Francs.

## Camaracum dans la bande dessinée
Dans l'album de bande dessinée, Le Tour de Gaule d'Astérix, de René Goscinny et Albert Uderzo, les deux héros, Astérix et Obélix, font étape à Camaracum.